# Convento de los Agustinos (Sanlúcar de Barrameda)
El convento de los Agustinos de Sanlúcar de Barrameda, también conocido como convento de Santiago, fue un convento católico de la Orden de San Agustín situado en el municipio español de Sanlúcar de Barrameda, en la andaluza provincia de Cádiz. El lugar donde estaba forma parte del Conjunto histórico-artístico y de la ciudad-convento de Sanlúcar de Barrameda.
La entrada de los agustinos en Sanlúcar se produjo en 1573, provenientes del Santuario de Nuestra Señora de Regla de Chipiona, y que se establecieron ilegalmente en la Capilla de la Cofradía del Dulce Nombre de Jesús, por lo que fueron expulsados de la misma por el cabildo en acuerdo con el VII duque de Medina Sidonia. Los agustinos obedecieron y salieron de Sanlúcar dirigiéndose a su casa matriz de Chipiona, descalzos, cantando el salmo In exitu Israel de Aegypto y profiriendo anatemas contra la Casa de Medina Sidonia. Teniendo noticia de esto, el duque y su madre la condesa de Niebla, temorosos, mandaron alcanzar a los monjes en el camino de Chipiona y traerlos de vuelta a Sanlúcar, instalándolos en su propio palacio. 
Posteriormente se alojó a la comunidad en la Ermita de Santiago, aneja al Hospital de San Bartolomé, donde en 1584 ya formaban comunidad completa. En 1604, a la muerte de Pedro de Peñalosa, mayordomo mayor del VII duque, la comunidad de agustinos se convirtió en su única heredera, lo que posibilitó que renovaran la ermita o construyeran una nueva iglesia y que ampliaran el convento, para lo cual solicitaron a la ciudad en 1621 quedarse con el trozo de la calle de las Escuelas de la Compañía, que iba desde la calle Santiago hasta la calle Santa Brígida, para incluirla en el convento. Con la herencia del capitán Bartolomé Guerra Calderón, donada al convento a través de su único hijo, que profesó en él, se amplió el convento y se edificó un nuevo claustro, que quedó en alberca (sin techumbre). 
La iglesia era de tres naves, siendo la central más alta que las laterales, y estaba cubierta con una bóveda de yeso sostenida por doce haces de cuatro columnas de mármol blanco. En 1720 se construyó una torre sobre la portada principal. En 1727 se derrumbó la cubierta de la nave central, permaneciendo en pie el resto del templo. Sin embargo se optó por desmantear por completo el edificio y en 1748 comenzó a levantarse una nueva iglesia, utilizándose una nave del claustro como iglesia interina.
En el convento radicaba la Cofradía de Jesús Nazareno, cuya imagen titular, hoy en el Santuario de Nuestra Señora de la Caridad, que procesionaba y procesiona anualmente la madrugada del Viernes Santo.
Actualmente el edificio del convento alberga una bodega, habiendo sido reformado sustancialmente.